# Àcid còlic
L'àcid còlic és un àcid biliar, una substància blanca cristal·lina insoluble en aigua, amb un punt de fusió de 200-201 °C. Les sals de l'àcid còlic es denominen colatos. L'àcid còlic és un dels quatre àcids que produeix el fetge sintetitzat a partir colesterol. És soluble en etanol i en àcid acètic. Forma un conjugat amb l'aminoàcid taurina, donant lloc a àcid taurocòlic. L'àcid còlic i l'àcid quenodesoxicòlic són els àcids biliars humans més importants. Altres mamífers sintetitzen primordialment l'àcid deoxicòlic.
- L'àcid còlic també es denomina 3α,7α,12α-trihidroxi-5β-àcid colànic.
- La seua fórmula química simple és: C24H40O₅.[5]
- La seua fórmula lineal simplificada és :C[C@@]34[C@] (CC[C@@H]4[C@@H] (CCC(O)=O)C) ([H])[C@]2([H]) [C@H](O)C[C@]1 ([H])C[C@H](O) CC[C@@](C)1[C@] ([H])2C[C@@H]3O